# Corrachia
Genre
Corrachia est un genre de lépidoptères (papillons) de la famille des Riodinidae qui ne comprend qu'une seule espèce, Corrachia leucoplaga.

## Systématique
Le genre Corrachia a été créé par William Schaus en 1913.

## Liste d'espèces
Selon BioLib (13 avril 2021) :
- Corrachia leucoplaga Schaus, 1913 - présent au Costa Rica - espèce type[2]

## Publication originale
- (en) William Schaus, « New Species of Rhopalocera from Costa Rica », Proceedings of the Zoological Society of London, Londres, ZSL, vol. 83, no 3,‎ 1913, p. 339–367 (ISSN 0370-2774, OCLC 1779524, BNF 32843178, DOI 10.1111/J.1469-7998.1913.TB06133.X, lire en ligne).